# Johnny Larsen
Johnny Larsen er en dansk film fra 1979, instrueret af Morten Arnfred, der også har skrevet manuskriptet med Jørgen Melgaard efter romanen Ståsted søges af John Nehm. Filmen vandt i 1980 4 Bodilpriser, da filmen fik en Bodil for bedste danske film og Allan Olsen og Frits Helmuth hver fik prisen for henholdsvis bedste mandlige hovedrolle og bedste mandlige birolle. Berthe Qvistgaard fik en Bodil for bedste kvindelige birolle.

## Medvirkende
- Allan Olsen – Johnny Larsen
- Frits Helmuth – Johnnys far
- Hanne Ribens – Johnnys mor
- Karl Stegger – Johnnys bedstefar
- Elsebeth Nielsen – Britta, Johnnys kæreste
- Berthe Qvistgaard – Johnnys bedstemor
- Jannie Faurschou – Johnnys faster
- Claus Strandberg – Johnnys onkel
- Birgit Sadolin – Brittas mor
- Bent Warburg – Arbejdskammerat
- Kurt Ravn – Arbejdssøgende
- Anne Marie Helger – Bagerjomfru
- Ove Sprogøe – Officer
- Ib Mossin – Værkfører
- Holger Vistisen – Tømrer
- Aksel Erhardsen
- Birgit Brüel
- Finn Nielsen – Oversergent
- Jørn Faurschou – MP-vagt